# رفع السرية

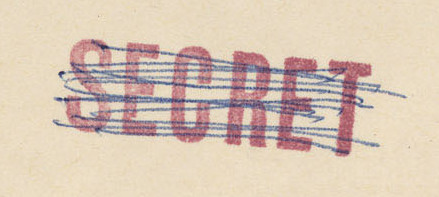
كلمة "سر" مكتوبة في عريضة زيلارد المكتوبة عام 1945 والتي رفعت عنها السرية عام 1961

رفع السرية هي عملية تتم على الوثائق التي كانت مصنفة على أنها سرية ولم تعد كذلك وغالبًا ما يكون ذلك وفقًا لمبدأ حرية المعلومات. وتختلف إجراءات رفع السرية حسب كل دولة. يجوز حجب أوراق دون أن تصنف على أنها سرية، ثم إتاحتها في النهاية.

## المملكة المتحدة
تخضع المعلومات السرية لعدد من قوانين الأسرار الرسمية كان آخرها قانون الأسرار الرسمية لعام 1989. وحتى عام 1989 كانت المعلومات المطلوبة تحفظ كأسرار بشكل روتيني بدعوى الدفاع عن المصلحة العامة، وتم إلغاء كل هذا إلى حد كبير في قانون عام 1989. ويتطلب قانون حرية المعلومات لعام 2000 إلى حد كبير الإفصاح عن معلومات ما إن لم تكن هناك أسباب وجيهة للسرية.
عادة ما يتم حجب الوثائق الحكومية السرية مثل وثائق مجلس الوزراء السنوية رسميًا بشكل روتيني وإن لم تكن تصنف بالضرورة على أنها سرية لمدة 30 عاما بموجب قاعدة الثلاثين عامًا، ويتم الإفراج عنها عادة في يوم رأس السنة الجديدة إلى أن حد قانون حرية المعلومات من هذا النهج الصارم.

## الولايات المتحدة
ينص مرسوم قانون 13526 على آليات لمعظم عمليات رفع السرية، ضمن القوانين التي يقرها الكونغرس. وتحدد الوكالة الأصلية موعد رفع السرية بمدة 10 سنوات افتراضيًا. بعد 25 عامًا يكون رفع السرية تلقائي مع تسعة استثناءات فقط تسمح للمعلومات بأن تظل سرية. وبعد 50 عامًا يكون هناك استثناءان، والسرية التي تتجاوز 75 عاما تتطلب تصريحًا خاصًا. وبسبب التغييرات في السياسات والظروف، فمن المتوقع أن تستعرض الوكالات بنشاط الوثائق التي حجبت لأقل من 25 عامًا. كما يجب عليها الاستجابة لعرض رفع السرية الإلزامي و طلبات قانون حرية المعلومات. وتضم إدارة الأرشيف والوثائق الوطنية المركز الوطني لرفع السرية لتنسيق عمليات الاستعراض ومكتب رقابة أمن المعلومات لاعتماد القواعد وإنفاذ تدابير الجودة في جميع الوكالات. تستعرض إدارة الأرشيف والوثائق الوطنية الوثائق نيابة عن الوكالات المنحلة ويخزن بشكل دائم وثائق رفعت عنها السرية ليطلع عليها الجمهور. ويوجد لدى فريق الاعتراض على تصنيف الأمن بين الوكالات ممثلين من كافة الوكالات.